# Arenifera pungens
Arenifera pungens är en isörtsväxtart som beskrevs av H. E. K. Hartmann. Arenifera pungens ingår i släktet Arenifera och familjen isörtsväxter. Inga underarter finns listade i Catalogue of Life.